# Emilio Maccolini
Emilio Maccolini (Busseto, 29 settembre 1908 – Calaminò Debri, 21 gennaio 1936) è stato un militare italiano, insignito della medaglia d'oro al valor militare alla memoria nel corso della guerra d'Etiopia.

## Biografia
Nacque a Busseto, provincia di Parma, il 29 settembre 1908, figlio di Giuseppe e Adelaide Viola. Trascorse l'adolescenza in Romagna, frequentando il liceo di Faenza, e iscrittosi al partito fascista dal 1926, conseguì nel 1930 la laurea in chimica e farmacia presso l'università di Bologna. Successivamente partecipò alla vita politica, ricoprendo posti di responsabilità. Lavorò come farmacista presso l'ospedale di Prato e fu anche giornalista, corrispondente locale del quotidiano La Nazione. Stabilitosi con la famiglia a Mercatale di Vernio ricoprì gli incarichi di Comandante dei Fasci Giovanili, Direttore dei corsi premilitari e membro del Direttorio del Fascio di Combattimento.
Si arruolò nel Regio Esercito frequentando la scuola allievi ufficiali di complemento di Lucca, da dove uscì con il grado di sottotenente, assegnato all'arma di artiglieria, nel giugno 1931, assegnato in servizio al 26º Reggimento artiglieria da campagna. Posto in congedo nell'aprile 1932 venne trasferito nella Milizia Volontaria Sicurezza Nazionale incaricato della istruzione premilitare con il grado di capomanipolo. Nell’aprile 1935 fu mobilitato per le esigenze legate all'Africa Orientale nella 192ª Legione CC. NN. "Ferruccio Ferrucci" della 1ª Divisione CC.NN. "23 marzo", sbarcando a Massaua, in Eritrea, nel settembre successivo. Dati i suoi titoli di studio fu assegnato presso il Comando Divisionale, ma dopo un breve periodo chiese di essere inviato in prima linea. Assegnato alla Compagnia Comando del I Battaglione, alla testa dei suoi legionari poté partecipare al grande combattimento impegnato il 21 gennaio 1936 nella Valle del Gabat. Cadde in combattimento a Calaminò Debri, colpito al cuore da una pallottola, e fu successivamente decorato con la medaglia d'oro al valor militare alla memoria. Una via di Parma porta il suo nome.

### Annotazioni
1. ↑  Sua madre fu segretaria del Fascio Femminile di Vernio.

### Fonti
1. 1 2 3 4 5  Combattenti Liberazione.
2. 1 2 3  Gruppo Medaglie d'Oro al Valor Militare 1965, p. 143.
3. 1 2 3 4 5  Dizionario Parmigiani.
4. ↑   Medaglia d'oro al valor militare Maccolini, Emilio, su quirinale.it, Quirinale. URL consultato l'11 luglio 2021.